# Jorge Alberto Bolaños
Jorge Alberto Bolaños Gómez, bardziej znany jako Jorge Alberto Bolaños (ur. 19 marca 1968 roku w Meksyku) – meksykański aktor teatralny, telewizyjny i filmowy.
Uzyskał tytuł licencjata w Arte Dramático en la Escuela Nacional de Arte Teatral (ENAT). Ukończył Centro de Educación Artística (CEA) w Televisa.

## Wybrana filmografia
- 1990: Popiół i diament (Cenizas y diamantes) jako Benjamín
- 1995: Alondra jako Miguel
- 2003: Kobieta, występ w realnym życiu (Mujer, casos de la vida real)
- 2003: Pod tą samą skórą (Bajo la misma piel)
- 2004: Zbuntowani (Rebelde)
- 2006: Kobieta, występ w realnym życiu (Mujer, casos de la vida real)
- 2006: Marina jako profesor Ismael
- 2006: Rany miłości (Heridas de amor) jako Ambrosio Toriz
- 2006: La Verdad oculta jako Lic. Matos
- 2006: Zbuntowani (Rebelde)
- 2007: Huragan w raju (Tormenta en el paraíso)
- 2008: Zabójca kobiet (Mujeres Asesinas) jako Leandro
- 2008: Przysięgam, że cię kocham (Juro que te amo)
- 2008: En Nombre del Amor jako Samuel Mondragón
- 2008: Róża z Guadalupe (La rosa de Guadalupe) jako Ramiro
- 2009: Kameleony (Camaleones) jako Vincente Villoro
- 2010: Kiedy się zakocham... (Cuando Me Enamoro) jako Licenciado Ramiro Soto
- 2011: Rafaela jako Porfirio
- 2011: Róża z Guadalupe (La rosa de Guadalupe) jako Hector
- 2012: Jak to się mówi (Como dice el dicho) jako José Luis / Bernardo
- 2012: Prawdziwe uczucie (Amores Verdaderos)
- 2013: Dzikie serce {Corazón Indomable) jako Insunsa
- 2013: Jak to się mówi (Como dice el dicho) jako Lopez / Alfonso
- 2014: Kotka (La Gata) jako Omar
- 2014: Jak to się mówi (Como dice el dicho) jako Alfredo